# Rubén Paz
Pour les articles homonymes, voir Paz et Márquez.
Rubén Walter Paz Márquez (né le 8 août 1959 à Artigas) est un footballeur uruguayen qui évoluait au poste de milieu de terrain.

## Biographie
Avec Enzo Francescoli, il fait les beaux jours de la Celeste (l'équipe d'Uruguay de football) dans les années 1980.
Il connaît une longue carrière, dont seulement deux saisons en Europe, en 1986-1987 au Matra Racing et en 1989-1990 au Genoa. Il n'achève sa carrière qu'en 2006, à l'âge de 47 ans.
Il est élu meilleur joueur sud-américain en 1988.

## Clubs
- 1975 - 1976 :  Peñarol (Artigas)
- 1977 - 1981 :  Peñarol (Montevideo)
- 1982 - 1986 :  Internacional Porto Alegre
- 1986 - 1987 :  Matra Racing
- 1987 - 1989 :  Racing Club de Avellaneda
- 1989 - 1990 :  Genoa
- 1990 - 1992 :  Racing Club de Avellaneda
- 1993 - 1994 :  Rampla Juniors
- 1994 - 1995 :  Frontera Rivera Chico (Rivera)
- 1996 :  Godoy Cruz
- 1996 :  Wanderers (Artigas)
- 1997 - 2000 :  Frontera Rivera (Rivera)
- 2002 :  Nacional (San José de Mayo)
- 2003 - 2005 :  Tito Borjas (San José de Mayo)
- 2006 :  Pirata Juniors (Artigas)

## Palmarès
- Vainqueur du Mundialito en 1981 avec l'équipe d'Uruguay
- Championnat d'Uruguay - Primera División en 1978, 1979, 1981 et 1982
- Champion de l'État du Rio Grande do Sul en 1982, 1983 et 1984
- Vainqueur de la Liga Mayor de San José en 2003 et 2004
- Vainqueur de la Supercopa Sudamericana en 1988
- Élu Meilleur joueur sud-américain de l'année en 1988
- 45 sélections avec  l'équipe d'Uruguay